# Babel (album)
Babel is het tweede studioalbum van de Britse indie-folk band Mumford & Sons. Het album werd op 16 juli 2012 officieel bekendgemaakt via het Amerikaans tijdschrift Rolling Stone. Het album werd op 21 september 2012 in Nederland en België uitgebracht.

## Tracklist
| Nr. | Titel                | Duur |
| --- | -------------------- | ---- |
| 1.  | Babel                | 3:28 |
| 2.  | Whispers in the Dark | 3:15 |
| 3.  | I Will Wait          | 4:36 |
| 4.  | Holland Road         | 4:12 |
| 5.  | Ghosts That We Knew  | 5:39 |
| 6.  | Lover of the Light   | 5:14 |
| 7.  | Lover's Eyes         | 5:20 |
| 8.  | Reminder             | 2:04 |
| 9.  | Hopeless Wanderer    | 5:07 |
| 10. | Broken Crown         | 4:15 |
| 11. | Below My Feet        | 4:51 |
| 12. | Not with Haste       | 4:08 |

## Bonus tracks
| Nr. | Titel             | Duur |
| --- | ----------------- | ---- |
| 13. | For Those Below   | 3:35 |
| 14. | The Boxer         | 4:05 |
| 15. | Where Are You Now | 3:39 |

## Hitnoteringen

### NederlandseAlbum Top 100
| Hitnotering (week 1 t/m 81): 29-09-2012 t/m 12-04-2014 Hitnotering (week 82 t/m 84): 03-05-2014 t/m 17-05-2014 Hitnotering (week 85 t/m 88): 14-06-2014 t/m 05-07-2014 Hitnotering (week 89 t/m 91): 07-03-2015 t/m 21-03-2015 | Hitnotering (week 1 t/m 81): 29-09-2012 t/m 12-04-2014 Hitnotering (week 82 t/m 84): 03-05-2014 t/m 17-05-2014 Hitnotering (week 85 t/m 88): 14-06-2014 t/m 05-07-2014 Hitnotering (week 89 t/m 91): 07-03-2015 t/m 21-03-2015 | Hitnotering (week 1 t/m 81): 29-09-2012 t/m 12-04-2014 Hitnotering (week 82 t/m 84): 03-05-2014 t/m 17-05-2014 Hitnotering (week 85 t/m 88): 14-06-2014 t/m 05-07-2014 Hitnotering (week 89 t/m 91): 07-03-2015 t/m 21-03-2015 | Hitnotering (week 1 t/m 81): 29-09-2012 t/m 12-04-2014 Hitnotering (week 82 t/m 84): 03-05-2014 t/m 17-05-2014 Hitnotering (week 85 t/m 88): 14-06-2014 t/m 05-07-2014 Hitnotering (week 89 t/m 91): 07-03-2015 t/m 21-03-2015 | Hitnotering (week 1 t/m 81): 29-09-2012 t/m 12-04-2014 Hitnotering (week 82 t/m 84): 03-05-2014 t/m 17-05-2014 Hitnotering (week 85 t/m 88): 14-06-2014 t/m 05-07-2014 Hitnotering (week 89 t/m 91): 07-03-2015 t/m 21-03-2015 | Hitnotering (week 1 t/m 81): 29-09-2012 t/m 12-04-2014 Hitnotering (week 82 t/m 84): 03-05-2014 t/m 17-05-2014 Hitnotering (week 85 t/m 88): 14-06-2014 t/m 05-07-2014 Hitnotering (week 89 t/m 91): 07-03-2015 t/m 21-03-2015 | Hitnotering (week 1 t/m 81): 29-09-2012 t/m 12-04-2014 Hitnotering (week 82 t/m 84): 03-05-2014 t/m 17-05-2014 Hitnotering (week 85 t/m 88): 14-06-2014 t/m 05-07-2014 Hitnotering (week 89 t/m 91): 07-03-2015 t/m 21-03-2015 | Hitnotering (week 1 t/m 81): 29-09-2012 t/m 12-04-2014 Hitnotering (week 82 t/m 84): 03-05-2014 t/m 17-05-2014 Hitnotering (week 85 t/m 88): 14-06-2014 t/m 05-07-2014 Hitnotering (week 89 t/m 91): 07-03-2015 t/m 21-03-2015 | Hitnotering (week 1 t/m 81): 29-09-2012 t/m 12-04-2014 Hitnotering (week 82 t/m 84): 03-05-2014 t/m 17-05-2014 Hitnotering (week 85 t/m 88): 14-06-2014 t/m 05-07-2014 Hitnotering (week 89 t/m 91): 07-03-2015 t/m 21-03-2015 | Hitnotering (week 1 t/m 81): 29-09-2012 t/m 12-04-2014 Hitnotering (week 82 t/m 84): 03-05-2014 t/m 17-05-2014 Hitnotering (week 85 t/m 88): 14-06-2014 t/m 05-07-2014 Hitnotering (week 89 t/m 91): 07-03-2015 t/m 21-03-2015 | Hitnotering (week 1 t/m 81): 29-09-2012 t/m 12-04-2014 Hitnotering (week 82 t/m 84): 03-05-2014 t/m 17-05-2014 Hitnotering (week 85 t/m 88): 14-06-2014 t/m 05-07-2014 Hitnotering (week 89 t/m 91): 07-03-2015 t/m 21-03-2015 | Hitnotering (week 1 t/m 81): 29-09-2012 t/m 12-04-2014 Hitnotering (week 82 t/m 84): 03-05-2014 t/m 17-05-2014 Hitnotering (week 85 t/m 88): 14-06-2014 t/m 05-07-2014 Hitnotering (week 89 t/m 91): 07-03-2015 t/m 21-03-2015 | Hitnotering (week 1 t/m 81): 29-09-2012 t/m 12-04-2014 Hitnotering (week 82 t/m 84): 03-05-2014 t/m 17-05-2014 Hitnotering (week 85 t/m 88): 14-06-2014 t/m 05-07-2014 Hitnotering (week 89 t/m 91): 07-03-2015 t/m 21-03-2015 | Hitnotering (week 1 t/m 81): 29-09-2012 t/m 12-04-2014 Hitnotering (week 82 t/m 84): 03-05-2014 t/m 17-05-2014 Hitnotering (week 85 t/m 88): 14-06-2014 t/m 05-07-2014 Hitnotering (week 89 t/m 91): 07-03-2015 t/m 21-03-2015 | Hitnotering (week 1 t/m 81): 29-09-2012 t/m 12-04-2014 Hitnotering (week 82 t/m 84): 03-05-2014 t/m 17-05-2014 Hitnotering (week 85 t/m 88): 14-06-2014 t/m 05-07-2014 Hitnotering (week 89 t/m 91): 07-03-2015 t/m 21-03-2015 | Hitnotering (week 1 t/m 81): 29-09-2012 t/m 12-04-2014 Hitnotering (week 82 t/m 84): 03-05-2014 t/m 17-05-2014 Hitnotering (week 85 t/m 88): 14-06-2014 t/m 05-07-2014 Hitnotering (week 89 t/m 91): 07-03-2015 t/m 21-03-2015 | Hitnotering (week 1 t/m 81): 29-09-2012 t/m 12-04-2014 Hitnotering (week 82 t/m 84): 03-05-2014 t/m 17-05-2014 Hitnotering (week 85 t/m 88): 14-06-2014 t/m 05-07-2014 Hitnotering (week 89 t/m 91): 07-03-2015 t/m 21-03-2015 | Hitnotering (week 1 t/m 81): 29-09-2012 t/m 12-04-2014 Hitnotering (week 82 t/m 84): 03-05-2014 t/m 17-05-2014 Hitnotering (week 85 t/m 88): 14-06-2014 t/m 05-07-2014 Hitnotering (week 89 t/m 91): 07-03-2015 t/m 21-03-2015 | Hitnotering (week 1 t/m 81): 29-09-2012 t/m 12-04-2014 Hitnotering (week 82 t/m 84): 03-05-2014 t/m 17-05-2014 Hitnotering (week 85 t/m 88): 14-06-2014 t/m 05-07-2014 Hitnotering (week 89 t/m 91): 07-03-2015 t/m 21-03-2015 | Hitnotering (week 1 t/m 81): 29-09-2012 t/m 12-04-2014 Hitnotering (week 82 t/m 84): 03-05-2014 t/m 17-05-2014 Hitnotering (week 85 t/m 88): 14-06-2014 t/m 05-07-2014 Hitnotering (week 89 t/m 91): 07-03-2015 t/m 21-03-2015 |
| Week: | 1 | 2 | 3 | 4 | 5 | 6 | 7 | 8 | 9 | 10 | 11 | 12 | 13 | 14 | 15 | 16 | 17 | 18 | 19 |
| --- | --- | --- | --- | --- | --- | --- | --- | --- | --- | --- | --- | --- | --- | --- | --- | --- | --- | --- | --- |
| Positie: | 2 | 3 | 1 | 1 | 3 | 6 | 6 | 8 | 17 | 14 | 8 | 7 | 5 | 7 | 3 | 2 | 7 | 6 | 9 |
| Week: | 20 | 21 | 22 | 23 | 24 | 25 | 26 | 27 | 28 | 29 | 30 | 31 | 32 | 33 | 34 | 35 | 36 | 37 | 38 |
| Positie: | 9 | 11 | 8 | 11 | 12 | 17 | 16 | 9 | 6 | 11 | 18 | 17 | 27 | 26 | 36 | 36 | 31 | 52 | 34 |
| Week: | 39 | 40 | 41 | 42 | 43 | 44 | 45 | 46 | 47 | 48 | 49 | 50 | 51 | 52 | 53 | 54 | 55 | 56 | 57 |
| Positie: | 27 | 30 | 27 | 23 | 33 | 32 | 24 | 23 | 25 | 33 | 38 | 39 | 47 | 57 | 65 | 70 | 64 | 60 | 31 |
| Week: | 58 | 59 | 60 | 61 | 62 | 63 | 64 | 65 | 66 | 67 | 68 | 69 | 70 | 71 | 72 | 73 | 74 | 75 | 76 |
| Positie: | 46 | 29 | 41 | 49 | 54 | 41 | 42 | 38 | 40 | 40 | 34 | 47 | 56 | 54 | 56 | 73 | 60 | 58 | 57 |
| Week: | 77 | 78 | 79 | 80 | 81 | | 82 | 83 | 84 | | 85 | 86 | 87 | 88 | | 89 | 90 | 91 | |
| Positie: | 80 | 96 | 85 | 74 | 92 | uit | 94 | 100 | 96 | uit | 89 | 70 | 63 | 84 | uit | 93 | 52 | 69 | uit |

### VlaamseUltratop 200Albums
| Hitnotering (week 1 t/m 104): 29-09-2012 t/m 20-09-2014 Hitnotering (week 105): 14-02-2015 Hitnotering (week 106 t/m 107): 14-03-2015 t/m 21-03-2015 | Hitnotering (week 1 t/m 104): 29-09-2012 t/m 20-09-2014 Hitnotering (week 105): 14-02-2015 Hitnotering (week 106 t/m 107): 14-03-2015 t/m 21-03-2015 | Hitnotering (week 1 t/m 104): 29-09-2012 t/m 20-09-2014 Hitnotering (week 105): 14-02-2015 Hitnotering (week 106 t/m 107): 14-03-2015 t/m 21-03-2015 | Hitnotering (week 1 t/m 104): 29-09-2012 t/m 20-09-2014 Hitnotering (week 105): 14-02-2015 Hitnotering (week 106 t/m 107): 14-03-2015 t/m 21-03-2015 | Hitnotering (week 1 t/m 104): 29-09-2012 t/m 20-09-2014 Hitnotering (week 105): 14-02-2015 Hitnotering (week 106 t/m 107): 14-03-2015 t/m 21-03-2015 | Hitnotering (week 1 t/m 104): 29-09-2012 t/m 20-09-2014 Hitnotering (week 105): 14-02-2015 Hitnotering (week 106 t/m 107): 14-03-2015 t/m 21-03-2015 | Hitnotering (week 1 t/m 104): 29-09-2012 t/m 20-09-2014 Hitnotering (week 105): 14-02-2015 Hitnotering (week 106 t/m 107): 14-03-2015 t/m 21-03-2015 | Hitnotering (week 1 t/m 104): 29-09-2012 t/m 20-09-2014 Hitnotering (week 105): 14-02-2015 Hitnotering (week 106 t/m 107): 14-03-2015 t/m 21-03-2015 | Hitnotering (week 1 t/m 104): 29-09-2012 t/m 20-09-2014 Hitnotering (week 105): 14-02-2015 Hitnotering (week 106 t/m 107): 14-03-2015 t/m 21-03-2015 | Hitnotering (week 1 t/m 104): 29-09-2012 t/m 20-09-2014 Hitnotering (week 105): 14-02-2015 Hitnotering (week 106 t/m 107): 14-03-2015 t/m 21-03-2015 | Hitnotering (week 1 t/m 104): 29-09-2012 t/m 20-09-2014 Hitnotering (week 105): 14-02-2015 Hitnotering (week 106 t/m 107): 14-03-2015 t/m 21-03-2015 | Hitnotering (week 1 t/m 104): 29-09-2012 t/m 20-09-2014 Hitnotering (week 105): 14-02-2015 Hitnotering (week 106 t/m 107): 14-03-2015 t/m 21-03-2015 | Hitnotering (week 1 t/m 104): 29-09-2012 t/m 20-09-2014 Hitnotering (week 105): 14-02-2015 Hitnotering (week 106 t/m 107): 14-03-2015 t/m 21-03-2015 | Hitnotering (week 1 t/m 104): 29-09-2012 t/m 20-09-2014 Hitnotering (week 105): 14-02-2015 Hitnotering (week 106 t/m 107): 14-03-2015 t/m 21-03-2015 | Hitnotering (week 1 t/m 104): 29-09-2012 t/m 20-09-2014 Hitnotering (week 105): 14-02-2015 Hitnotering (week 106 t/m 107): 14-03-2015 t/m 21-03-2015 | Hitnotering (week 1 t/m 104): 29-09-2012 t/m 20-09-2014 Hitnotering (week 105): 14-02-2015 Hitnotering (week 106 t/m 107): 14-03-2015 t/m 21-03-2015 | Hitnotering (week 1 t/m 104): 29-09-2012 t/m 20-09-2014 Hitnotering (week 105): 14-02-2015 Hitnotering (week 106 t/m 107): 14-03-2015 t/m 21-03-2015 | Hitnotering (week 1 t/m 104): 29-09-2012 t/m 20-09-2014 Hitnotering (week 105): 14-02-2015 Hitnotering (week 106 t/m 107): 14-03-2015 t/m 21-03-2015 | Hitnotering (week 1 t/m 104): 29-09-2012 t/m 20-09-2014 Hitnotering (week 105): 14-02-2015 Hitnotering (week 106 t/m 107): 14-03-2015 t/m 21-03-2015 | Hitnotering (week 1 t/m 104): 29-09-2012 t/m 20-09-2014 Hitnotering (week 105): 14-02-2015 Hitnotering (week 106 t/m 107): 14-03-2015 t/m 21-03-2015 | Hitnotering (week 1 t/m 104): 29-09-2012 t/m 20-09-2014 Hitnotering (week 105): 14-02-2015 Hitnotering (week 106 t/m 107): 14-03-2015 t/m 21-03-2015 | Hitnotering (week 1 t/m 104): 29-09-2012 t/m 20-09-2014 Hitnotering (week 105): 14-02-2015 Hitnotering (week 106 t/m 107): 14-03-2015 t/m 21-03-2015 | Hitnotering (week 1 t/m 104): 29-09-2012 t/m 20-09-2014 Hitnotering (week 105): 14-02-2015 Hitnotering (week 106 t/m 107): 14-03-2015 t/m 21-03-2015 |
| Week: | 1 | 2 | 3 | 4 | 5 | 6 | 7 | 8 | 9 | 10 | 11 | 12 | 13 | 14 | 15 | 16 | 17 | 18 | 19 | 20 | 21 | 22 |
| --- | --- | --- | --- | --- | --- | --- | --- | --- | --- | --- | --- | --- | --- | --- | --- | --- | --- | --- | --- | --- | --- | --- |
| Positie: | 2 | 2 | 2 | 1 | 2 | 4 | 3 | 3 | 4 | 8 | 9 | 4 | 6 | 6 | 3 | 5 | 5 | 7 | 7 | 11 | 13 | 13 |
| Week: | 23 | 24 | 25 | 26 | 27 | 28 | 29 | 30 | 31 | 32 | 33 | 34 | 35 | 36 | 37 | 38 | 39 | 40 | 41 | 42 | 43 | 44 |
| Positie: | 17 | 20 | 25 | 25 | 31 | 5 | 11 | 20 | 30 | 24 | 32 | 40 | 53 | 41 | 36 | 26 | 48 | 37 | 40 | 40 | 51 | 46 |
| Week: | 45 | 46 | 47 | 48 | 49 | 50 | 51 | 52 | 53 | 54 | 55 | 56 | 57 | 58 | 59 | 60 | 61 | 62 | 63 | 64 | 65 | 66 |
| Positie: | 52 | 55 | 46 | 54 | 58 | 72 | 67 | 66 | 85 | 67 | 92 | 67 | 96 | 58 | 48 | 29 | 40 | 62 | 65 | 75 | 81 | 65 |
| Week: | 67 | 68 | 69 | 70 | 71 | 72 | 73 | 74 | 75 | 76 | 77 | 78 | 79 | 80 | 81 | 82 | 83 | 84 | 85 | 86 | 87 | 88 |
| Positie: | 93 | 68 | 57 | 53 | 85 | 53 | 71 | 70 | 70 | 87 | 108 | 93 | 119 | 136 | 76 | 108 | 113 | 131 | 97 | 101 | 100 | 177 |
| Week: | 89 | 90 | 91 | 92 | 93 | 94 | 95 | 96 | 97 | 98 | 99 | 100 | 101 | 102 | 103 | 104 | | 105 | | 106 | 107 | |
| Positie: | 163 | 121 | 112 | 164 | 134 | 126 | 133 | 171 | 186 | 153 | 189 | 133 | 193 | 158 | 164 | 170 | uit | 145 | uit | 138 | 184 | uit |